# Чемпіонат світу з футболу 2002 (кваліфікаційний раунд, КОНКАКАФ)
В цій статті представлені подробиці відбіркового турніру чемпіонату світу з футболу 2002 року в північноамериканській континентальній зоні (КОНКАКАФ), що проходив із березня 2000 по листопад 2001 року. Огляд відбіркового турніру представлений у статті Чемпіонат світу з футболу 2002 (кваліфікаційний раунд).
35 країн КОНКАКАФ подали заявки на участь у ЧС. Північноамериканська континентальна зона отримала 3 (із 32) путівки на фінальний турнір.
Відбірковий турнір проходив у три етапи:
- Перший етап:  Мексика,  США,  Ямайка та  Коста-Рика (4 країни з найвищим рейтингом ФІФА) вийшли одразу до другого етапу.  Канада (країна з 5-им рейтингом ФІФА) потрапляє одразу до стикових матчів 1-го етапу. 30 збірних, що залишились, були розбиті на 2 зони (за географічним принципом):
  - Кариби: 24 країни грають у турнірі на вибування в 3-ох раундах, що визначають 3-ох учасників 2-го етапу та 3-ох учасників стикових матчів:
    - Перший раунд: 24 країни у парах у двох матчах (вдома та на виїзді) визначають учасників 2-го раунду.
    - Другий раунд: 12 країн у парах у двох матчах (вдома та на виїзді) визначають учасників 3-го раунду.
    - Третій раунд: 6 країн у парах у двох матчах (вдома та на виїзді) визначають учасників 2-го етапу. Збірні, що програли, виходять у стикові матчі 1-го етапу.

  - Центральноамериканська зона: 6 країн розбиті на 2 групи по 3 команди. Команди грали кожна з кожною по 2 гри (вдома та на виїзді). Переможці груп виходять у 2-ий етап. Збірні, що посіли 2-гі місця, потрапляють у стикові матчі 1-го етапу.
  - Стикові матчі: 6 країн у парах у двох матчах (вдома та на виїзді) визначають учасників 2-го етапу.
- Другий етап: 12 країн розділені на 3 групи по 4 команди. Збірні грають кожна з кожною 2 матчі (вдома та на виїзді). 2 найкращі команди з кожної групи потрапляють до фінального етапу.
- Фінальний етап: 6 країн грають кожна з кожною два матчі (вдома та на виїзді). 3 найкращі збірні отримують путівки у фінальну стадію ЧС.

## Перший етап

### Кариби

#### 1 раунд
| Команда 1                | Заг.           | Команда 2                       | 1-й матч | 2-й матч |
| ------------------------ | -------------- | ------------------------------- | -------- | -------- |
| Куба                     | 4:0            | Кайманові Острови               | 4:0      | 0:0      |
| Сент-Люсія               | 1:1 (п.п. 1:3) | Суринам                         | 1:0      | 0:1      |
| Аруба                    | 6:4            | Пуерто-Рико                     | 4:2      | 2:2      |
| Барбадос                 | 5:4            | Гренада                         | 2:2      | 3:2      |
| Сент-Вінсент і Гренадини | 14:1           | Американські Віргінські Острови | 9:0      | 5:1      |
| Сент-Кіттс і Невіс       | 14:0           | Острови Теркс і Кайкос          | 8:0      | 6:0      |
| Бермудські Острови       | 14:1           | Британські Віргінські Острови   | 9:0      | 5:1      |
| Гаяна                    | [ 1 ]          | Антигуа і Барбуда               |          |          |
| Тринідад і Тобаго        | 6:1            | НАО                             | 5:0      | 1:1      |
| Домініканська Республіка | 6:1            | Монтсеррат                      | 3:0      | 3:1      |
| Гаїті                    | 7:1            | Домініка                        | 4:0      | 3:1      |
| Багамські Острови        | 5:2            | Ангілья                         | 3:1      | 2:1      |

#### 2 раунд
| Команда 1                | Заг.   | Команда 2                | 1-й матч | 2-й матч |
| ------------------------ | ------ | ------------------------ | -------- | -------- |
| Аруба                    | 1:7    | Барбадос                 | 1:3      | 0:4      |
| Куба                     | 1:0    | Суринам                  | 1:0      | 0:0      |
| Антигуа і Барбуда        | 1:1(ч) | Бермудські Острови       | 0:0      | 1:1      |
| Сент-Вінсент і Гренадини | 3:1    | Сент-Кіттс і Невіс       | 1:0      | 2:1      |
| Гаїті                    | 13:0   | Багамські Острови        | 9:0      | 4:0      |
| Тринідад і Тобаго        | 4:0    | Домініканська Республіка | 3:0      | 1:0      |

#### 3 раунд
| Команда 1         | Заг.           | Команда 2                | 1-й матч | 2-й матч |
| ----------------- | -------------- | ------------------------ | -------- | -------- |
| Куба              | 2:2 (п.п. 4:5) | Барбадос                 | 1:1      | 1:1      |
| Антигуа і Барбуда | 2:5            | Сент-Вінсент і Гренадини | 2:1      | 0:4      |
| Тринідад і Тобаго | 4:2            | Гаїті                    | 3:1      | 1:1      |

Команди, що виділені жирним, вийшли до 2-го етапу, курсивом - до стиків.

### Центральна Америка

#### Група А
| М  | Команда   | І | В | Н | П | МЗ | МП | РМ | О  |
| -- | --------- | - | - | - | - | -- | -- | -- | -- |
| 1. | Сальвадор | 4 | 3 | 1 | 0 | 10 | 2  | +8 | 10 |
| 2. | Гватемала | 4 | 1 | 2 | 1 | 3  | 3  | 0  | 5  |
| 3. | Беліз     | 4 | 0 | 1 | 3 | 2  | 10 | −8 | 1  |

 Сальвадор вийшов у 2-ий етап.  Гватемала потрапила у стики.

#### Група В
| М  | Команда   | І | В | Н | П | МЗ | МП | РМ  | О |
| -- | --------- | - | - | - | - | -- | -- | --- | - |
| 1. | Панама    | 4 | 3 | 0 | 1 | 8  | 3  | +5  | 9 |
| 2. | Гондурас  | 4 | 3 | 0 | 1 | 7  | 2  | +5  | 9 |
| 3. | Нікарагуа | 4 | 0 | 0 | 4 | 0  | 10 | −10 | 0 |

 Панама вийшла у 2-ий етап.  Гондурас потрапив у стики.

### Стикові матчі
| Команда 1         | Заг. | Команда 2 | 1-й матч | 2-й матч |
| ----------------- | ---- | --------- | -------- | -------- |
| Куба              | 0:1  | Канада    | 0:1      | 0:0      |
| Антигуа і Барбуда | 1:9  | Гватемала | 0:1      | 1:8      |
| Гондурас          | 7:1  | Гаїті     | 4:0      | 3:1      |

 Канада,  Гватемала та  Гондурас вийшли у 2-ий етап.

## Другий етап

### Група 1
| М  | Команда           | І | В | Н | П | МЗ | МП | РМ  | О  |
| -- | ----------------- | - | - | - | - | -- | -- | --- | -- |
| 1. | Тринідад і Тобаго | 6 | 5 | 0 | 1 | 14 | 7  | +7  | 15 |
| 2. | Мексика           | 6 | 4 | 1 | 1 | 17 | 2  | +15 | 13 |
| 3. | Канада            | 6 | 1 | 2 | 3 | 1  | 8  | −7  | 5  |
| 4. | Панама            | 6 | 0 | 1 | 5 | 1  | 16 | −15 | 1  |

### Група 2
| М  | Команда                  | І | В | Н | П | МЗ | МП | РМ  | О  |
| -- | ------------------------ | - | - | - | - | -- | -- | --- | -- |
| 1. | Гондурас                 | 6 | 5 | 0 | 1 | 25 | 5  | +20 | 15 |
| 2. | Ямайка                   | 6 | 4 | 0 | 2 | 7  | 4  | +3  | 12 |
| 3. | Сальвадор                | 6 | 3 | 0 | 3 | 13 | 13 | 0   | 9  |
| 4. | Сент-Вінсент і Гренадини | 6 | 0 | 0 | 6 | 2  | 25 | −23 | 0  |

### Група 3
| М  | Команда    | І | В | Н | П | МЗ | МП | РМ  | О  |
| -- | ---------- | - | - | - | - | -- | -- | --- | -- |
| 1. | США        | 6 | 3 | 2 | 1 | 14 | 3  | +11 | 11 |
| 2. | Коста-Рика | 6 | 3 | 1 | 2 | 9  | 6  | +3  | 10 |
| 3. | Гватемала  | 6 | 3 | 1 | 2 | 9  | 6  | +3  | 10 |
| 4. | Барбадос   | 6 | 1 | 0 | 5 | 3  | 20 | −17 | 3  |

 Коста-Рика та  Гватемала набрали рівну кількість очок при рівній різниці м'ячів та рівному рахунку в особистих зустрічах. Був призначений додатковий вирішальний матч на нейтральному полі.
| 6 січня 2001 |

| Коста-Рика                                                                   | 5:2 | Гватемала                  |
| ---------------------------------------------------------------------------- | --- | -------------------------- |
| Пауло Ванчопе 7' Роландо Фонсека 43', 59' Рейнальдо Паркс 58' Хафет Сото 73' |     | Карлос Руїс 4', 89 (пен.)' |

| Маямі Оранж Боул, Маямі · Глядачів: 41 000 · Арбітр: Сальвадор Родольфо Сібріан |

## Фінальний етап
| М  | Команда           | І  | В | Н | П | МЗ | МП | РМ  | О  |
| -- | ----------------- | -- | - | - | - | -- | -- | --- | -- |
| 1. | Коста-Рика        | 10 | 7 | 2 | 1 | 17 | 7  | +10 | 23 |
| 2. | Мексика           | 10 | 5 | 2 | 3 | 16 | 9  | +7  | 17 |
| 3. | США               | 10 | 5 | 2 | 3 | 11 | 8  | +3  | 17 |
| 4. | Гондурас          | 10 | 4 | 2 | 4 | 17 | 17 | 0   | 14 |
| 4. | Ямайка            | 10 | 2 | 2 | 6 | 7  | 14 | −7  | 8  |
| 4. | Тринідад і Тобаго | 10 | 1 | 2 | 7 | 5  | 18 | −13 | 5  |

## Кваліфіковані збірні
| Збірна     | Кваліфікована              | Дата кваліфікації | Участь у фінальних турнірах                                           |
| ---------- | -------------------------- | ----------------- | --------------------------------------------------------------------- |
| США        | 1-е місце фінального етапу | 7 жовтня 2001     | 6 (1930, 1934, 1950, 1990, 1994, 1998)                                |
| Мексика    | 2-е місце фінального етапу | 11 листопада 2001 | 11 (1930, 1950, 1954, 1958, 1962, 1966, 1970, 1978, 1986, 1994, 1998) |
| Коста-Рика | 3-е місце фінального етапу | 5 вересня 2001    | 1 (1990)                                                              |